# Räckelwitz
Räckelwitz (alt sòrab: Worklecy) és un municipi alemany que pertany a l'estat de Saxònia. Es troba a 8 kilòmetres de Kamenz i a 15 kilòmetres de Bautzen. El 2001 el 61,9% de la població eren sòrabs.

## Districtes
- Dreihäuser (Horni Hajnk), 12 h.
- Höflein (Wudwor), 130 h.
- Neudörfel (Nowa Wjeska), 166 h.
- Räckelwitz (Worklecy), 506 h.
- Schmeckwitz (Smječkecy), 304 h.
- Teichhäuser (Haty), 30 h.

## Persones il·lustres
- Michał Hórnik (1833–1894) historiador sòrab
- Jurij Brězan (1916–2006), escriptor sòrab
- Benedikt Dyrlich (* 1950 a Neudörfel/Nowa Wjeska), escriptor
- Stanislaw Tillich (Stanisław Tilich, * 1959), polític
- Olaf Pollack (* 1973), ciclista
- Ronny Kockel (* 1975), futbolista al KFC Uerdingen 05
- Peggy Wagenführ (* 1976), atleta de biatló